# Nicole Krauss
Nicole Krauss (New York, 18 agosto 1974) è una scrittrice statunitense.

## Biografia
Di famiglia ebraica, madre inglese e padre americano cresciuto in Israele, ebbe nonni materni nati in Germania e in Ucraina e nonni paterni nati in Ungheria e Bielorussia. Molti di questi luoghi sono al centro dei suoi romanzi, uno dei quali, The history of love, è dedicato proprio ai nonni. Nel 1992 si iscrive alla Stanford University, dove frequenta Joseph Brodsky, al quale nel 1999, tre anni dopo la sua morte, dedicherà un documentario radiofonico per la BBC Radio. Fino al 2002 scrive poesie pubblicate su riviste come The Paris Review o "Western humanities review". Nel 2002 pubblica il suo primo romanzo, Man walks into a room (trad. it. Un uomo sulla soglia, 2006), apprezzato da Susan Sontag e da Richard Gere che ne ha opzionato i diritti cinematografici.
Nel 2004 pubblica sul New Yorker un estratto di The history of love (trad. it. La storia dell'amore, 2005) suo primo grande successo internazionale opzionato da Warner Brothers per essere diretto da Alfonso Cuarón. Nel 2010 esce Great House (trad. it. La grande casa, 2011), finalista per il National Book Award per la narrativa 2010 e nella longlist per l'Orange Prize 2011. Suoi scritti appaiono in importanti antologie come The best American short stories (Boston, Houghton Mifflin Co., 2003 e 2008), The new authentics: artists of the post-Jewish generation (Chicago, Spertus Press, 2007). Con il marito Jonathan Safran Foer, dal quale si è separata nel 2014 dopo dieci anni di matrimonio, ha curato il Futuro dizionario d'America. Nel 2010 "The New Yorker" l'ha inserita nella lista dei venti migliori scrittori statunitensi con meno di 40 anni. I suoi romanzi sono stati tradotti in trentacinque lingue. In Italia è stata tradotta da Guanda e Minimum Fax e collabora con L'Espresso.

## Opere tradotte in italiano
- Man Walks Into a Room, 2002 (Un uomo sulla soglia, trad. di Federica Oddera, Guanda, Parma, 2006)
- The History of Love, 2005 (La storia dell'amore, trad. di Valeria Raimondi, Guanda, Parma, 2005)
- Great House, 2010 (La grande casa, trad. di Federica Oddera, Guanda, Parma, 2011)
- Forest Dark, 2017 (Selva oscura, trad. di Federica Oddera, Guanda, Parma, 2018)